# Mouhamed Barro
Mouhamed Barro (Pikine, 10 maggio 1995) è un cestista senegalese di formazione spagnola.

## Palmarès
- Copa Princesa de Asturias: 1

Oviedo: 2017